# Repubblica Ceca ai Giochi della XXXIII Olimpiade
La Repubblica Ceca ha partecipato ai Giochi della XXXIII Olimpiade, svoltisi a Parigi dal 26 luglio all'11 agosto 2024, con una delegazione di 112 atleti (incluse le riserve), 63 uomini e 49 donne, in 23 sport e 28 discipline.
I portabandiera alla cerimonia di apertura sono stati Lukáš Krpálek e Marie Horáčková.

## Delegazione
| Sport                | Uomini | Donne | Totale |
| -------------------- | ------ | ----- | ------ |
| Arrampicata sportiva | 1      | 0     | 1      |
| Atletica leggera     | 17     | 13    | 30     |
| Badminton            | 3      | 1     | 4      |
| Beach volley         | 2      | 2     | 4      |
| Canoa/kayak          | 7      | 4     | 11     |
| Canottaggio          | 2      | 4     | 6      |
| Ciclismo             | 4      | 3     | 7      |
| Equitazione          | 2      | 0     | 2      |
| Ginnastica           | 0      | 1     | 1      |
| Golf                 | 0      | 2     | 2      |
| Judo                 | 2      | 1     | 3      |
| Lotta                | 1      | 0     | 1      |
| Nuoto                | 3      | 2     | 5      |
| Pentathlon moderno   | 2      | 2     | 4      |
| Scherma              | 5      | 0     | 5      |
| Sollevamento pesi    | 1      | 0     | 1      |
| Taekwondo            | 0      | 2     | 2      |
| Tennis               | 3      | 4     | 7      |
| Tennistavolo         | 0      | 1     | 1      |
| Tiro con l'arco      | 1      | 1     | 2      |
| Tiro                 | 7      | 2     | 9      |
| Triathlon            | 0      | 1     | 1      |
| Vela                 | 0      | 3     | 3      |
| Totale               | 63     | 49    | 112    |